# Eidskog
Eidskog este o comună din provincia Innlandet, Norvegia. Reședința comunei este localitatea Skotterud.